# Halbenmorgen
Halbenmorgen ist ein Ortsteil im Stadtteil Alt Refrath von Bergisch Gladbach.

## Geschichte
Die Siedlung Halbenmorgen wurde nach dem alten Siedlungs- und Flurnamen Am halben Morgen benannt, die das Urkataster „westlich von Altrefrath“ verzeichnet. Das Halbenmorgengut ist aus einer frühneuzeitlichen Hofstelle hervorgegangen, die durch eine Erbteilung um 1684 vom Brandrostergut aus angelegt wurde. Der Flurname Halbenmorgen verweist auf die Ausdehnung einer Ackerfläche. Es handelte sich demnach um die Größe von einem halben Morgen.
Halbenmorgen war Teil der Bürgermeisterei Bensberg im Kreis Mülheim am Rhein. 
Aufgrund des Köln-Gesetzes wurde die Stadt Bensberg mit Wirkung zum 1. Januar 1975 mit Bergisch Gladbach zur Stadt Bergisch Gladbach zusammengeschlossen. Dabei wurde auch Halbenmorgen Teil von Bergisch Gladbach.
| Jahr | Einwohner | Wohn- gebäude | Kategorie |
| ---- | --------- | ------------- | --------- |
| 1871 | 12        | 2             | Hofstelle |
| 1885 | 18        | 3             | Wohnplatz |
| 1895 | 13        | 2             | Wohnplatz |
| 1905 | 17        | 4             | Wohnplatz |